# John Zogby
John Zogby (nascido em 1948) é um estatístico estadunidense e o primeiro senior fellow do Life Cycle Institute da Universidade Católica da América. Ele é o fundador, presidente e diretor-executivo da Zogby International, uma empresa de pesquisa de opinião e pesquisa de mercado conhecida por suas pesquisas realizadas pelo telefone e internet.